# Пеніциліни

Загальна структура пеніцилінів.

Пеніциліни — антимікробні препарати, що належать до класу β-лактамних антибіотиків.
Родоначальником пеніцилінів є бензилпеніцилін (пеніцилін G, або просто пеніцилін), який застосовують в клінічній практиці з початку 1940-х років.

## Класифікація
- Природні короткої дії (бензилпеніцилін (пеніцилін) натрієва та калієва солі, феноксиметилпеніцилін) та природні депо-препарати (бензатин бензилпеніцилін, біцилін-5);
- Напівсинтетичні (антистафілококові (ізоксазолілпеніциліни, пеніциліназостабільні): оксацилін, клоксацилін, флуоксацилін; амінопеніциліни (пеніциліни широкого спектра дії): ампіциліну тригідрат, амоксициліну тригідрат, пенамецилін, бакампіцилін);
- Антисиньогнійні (карбоксипеніциліни): карбеніцилін, тикарцилін; уреїдопеніциліни: азлоцилін, піперацилін, мезлоцилін;
- Комбіновані (інгібіторозахищені): ампіцилін + сульбактам (уназин), амоксицилін + клавуланова кислота (аугментин, амоксиклав), тикарцилін + клавуланова кислота (тиментин), ампіцилін + оксацилін (ампіокс), амоксицилін + метронідазол (хелікоцин), амоксицилін + клоксацилін (вампілокс).

## Механізм дії
Пеніциліни мають бактерицидний ефект. Вони перешкоджають синтезу пептидоглікану, котрий є основним компонентом клітинної стінки бактерій. Блокування синтезу пептидоглікану призводить до загибелі бактерії.
Для подолання широко поширеної серед мікроорганізмів набутої стійкості, пов'язаної з продукцією особливих ферментів — β-лактамаз, що руйнують β-лактами, — були розроблені так звані захищені пеніциліни, що включають сполуки, здатні необоротно пригнічувати активність β-лактамаз (інгібітори β-лактамаз) — клавуланову кислоту, сульбактам та тазобактам.
Також можливий інший шлях утворення стійкості — зміна характерних частин пеніцилін зв'язуючих білків.
Оскільки пептидоглікан та пеніцилінозв'язуючі білки відсутні у ссавців, пеніциліни практично не мають серйозних побічних ефектів. Однак у деяких хворих можуть розвинутися алергічні реакції на пеніцилін, які проявляються у вигляді шкірних висипань, набряку гортані та підвищенні температури.